# Sunrise Beach (Misuri)
Sunrise Beach es una villa ubicada en el condado de Camden en el estado estadounidense de Misuri. En el Censo de 2010 tenía una población de 431 habitantes y una densidad poblacional de 30,27 personas por km².

## Geografía
Sunrise Beach se encuentra ubicada en las coordenadas 38°10′7″N 92°46′56″O / 38.16861, -92.78222. Según la Oficina del Censo de los Estados Unidos, Sunrise Beach tiene una superficie total de 14.24 km², de la cual 14.21 km² corresponden a tierra firme y (0.18%) 0.03 km² es agua.

## Demografía
Según el censo de 2010, había 431 personas residiendo en Sunrise Beach. La densidad de población era de 30,27 hab./km². De los 431 habitantes, Sunrise Beach estaba compuesto por el 94.66% blancos, el 0.23% eran afroamericanos, el 1.62% eran amerindios, el 0% eran asiáticos, el 0% eran isleños del Pacífico, el 0.46% eran de otras razas y el 3.02% pertenecían a dos o más razas. Del total de la población el 3.02% eran hispanos o latinos de cualquier raza.